# آرتوس برتراند
—
آرتوس برتراند (به انگلیسی: Arthus-Bertrand) سازنده مدال و دکوراسیون است. این شرکت در سال ۱۸۰۳ در پاریس توسط کلود آرتوس برتراند، افسر ارتش در طول انقلاب فرانسه تأسیس شد. هنرمندانی که برای این شرکت طراحی کرده‌اند عبارتند از: فریدریک آگوست بارتولدی (مجسمه‌ساز مجسمه آزادی) و فرناند لگر. این شرکت حدود ۳۰۰ نفر را در استخدام خود دارد.
آرتوس برتراند تا به حال دارای مشتریان مختلفی از جمله دولت فرانسه و دولت ایران بوده‌است. این شرکت سازنده رسمی لژیون افتخار فرانسه است. این شرکت طراحی برخی نشان‌های دوران قاجار و پهلوی نظیر نشان تاج، نشان رستاخیز، یادبود ازدواج محمدرضا پهلوی و فوزیه و … را بر عهده داشته‌است.

## تاریخچه
آرتوس برتری، که در سال ۱۸۴۱ به عنوان "Libraire و Editeur des nouvelles annales des voyages" توصیف شده بود، توسط کلود آرتوس برتریان، افسر سابق ارتش تأسیس شد که کتابفروشی و انتشارات را در پاریس در سال ۱۸۰۳ تأسیس کرد. در سال ۱۸۲۶ پس از تولید هشت حجم آتلانتیک Voyage autour du Monde - رکورد لوئیس ایسیدورو دوپری و جولی دیمونت د اروویل در اقیانوس آرام در طول سال‌های 1822-1825 - Arthus-Bertrand تبدیل به یک نشر رسمی برای وزارت نیروی دریایی فرانسه شد. یکی از آثار عمده این خانه انتشارات ۱۸۴۳–۱۸۴۳ از فرانکوئیس ادمد پاریس «Essai sur la construction navale des peuples extra-européens» یا مقاله در معماری دریایی غیر اروپایی بود که شامل ۱۳۲ لایتوگرافی و حکاکی بود. در دهه ۱۸۶۰، خانواده آرتوس برتریان با پرچم نظامی و دکوراسیون سفالگریهای مارونها ادغام شدند و خانه شروع به تمرکز بر تولید مدالها و دکوراسیون کرد که در کنار جواهرات، این خانه همچنان چندین نسل بعداً در سال ۲۰۱۰ ادامه دارد.